# Bourecq
Bourecq é uma comuna francesa na região administrativa de Altos da França, no departamento de Pas-de-Calais. Estende-se por uma área de 4,02 km². Em 2010 a comuna tinha 628 habitantes (densidade: 156,2 hab./km²).